# Forum Boarium
Forum Boarium (lat. 'volovski trg', tal. Foro Boario) bila je tržnica blaga (forum venalium) antičkoga Rima. Nalazio se u blizini rijeke Tiber između Kapitolija, Palatina i Aventina. Kao područje izvornih rimskih dokova (Portus Tiberinus), položen uz Emilijev most (Pons Aemilius), Forum Boarium doživljavao je intezivnu trgovačku aktivnost.

## Povijest
Mjesto je bilo vjerskim središtem s Hramom Herkula Viktora, Portunovim hramom (Hram Fortune Virile) i divovskom Velikim oltarom Nepobjedivoga Herkula (Herculis Invicti Ara Maxima) iz 6. ili 5. stoljeća prije Krista. Prema legendi, kada je Herkul stigao u ovo područje s Gerionovim volovima, oteo mu ih je div Kak, koji je živio u pećini u podnožju Aventina. Nakon što je ubio diva, Herkula su stari stanovnici Palatina častili kao boga, a upravo se za njih kaže da su mu posvetili žrtvenik. Kamena jezgra od sedre ovog oltara nalazi se unutar crkve Santa Maria u Kozmedinu.
Forum Boarium bio je mjesto prvoga gladijatorskog natjecanja u Rimu, koje se održalo 264. prije Krista kao dio aristokratskoga pogrebnog rituala — munus ili pogrebni dar za mrtve. Marko i Decim Junije Brut Sceva priredili su gladijatorsku borbu u čast svojega preminulog oca s trima parova gladijatora.

Godine 215. prije Krista, Rimljani su četvero ljudi žive zakopali pod Forum Boarium kao ljudske žrtve kako bi umirili bogove nakon što su niz događaja protumačili kao predznake velike katastrofe. U petome svesku Livijeve Povijesti Rima, napisane dvjestotinjak godina poslije, rimski je povjesničar napisao:
Gal i Galkinja te Grk i Grkinja živi su zakopani pod Forum Boarium. Spušteni su u kamenu grobnicu, prethodnom prilikom već zagađenu ljudskim žrtvama, što je rimskim osjećajima najodvratnija praksa. Kad se vjerovalo da su bogovi propisno umilostivljeni, M. Klaudije Marcel poslao je iz Ostije 1500 muževa koji su bili upisani za službu u floti da zaštite Rim.

## Arhitektura
Hram Herkula pobjednika (Hercules Victor) ili Herkula Olivarija (Hercules Olivarius) kružna je peristilna građevina iz 2. stoljeća prije Krista. Sastoji se od kolonade korintskih stupova raspoređenih u koncentrični prsten oko cilindrične cele, koja počiva na temeljima od pršinca. Ti su elementi izvorno nosili danas nestali arhitrav i krov. To je najranija očuvana mramorna građevina u Rimu. Stoljećima je bila poznata kao Vestin hram.
Portunov hram pravokutna je građevina izgrađena između 100. i 80. godine prije Krista. Sastoji se od tetrastilnog trijema i cele na podiju do kojeg vode stepenice. Četiri jonska stupa na trijemu samostojeći su, a šest stupova na dužim stranama i četiri straga spojeni su sa zidovima cele. Izgrađen je od pršinca i sedre sa štukanom površinom. Stoljećima je bio poznat kao Hram Fortune Virile.
Izvori tvrde da je Forum zauzimao i kip, otet s Egine, kipara Mirona. Dok izvori spominju kravu, moguće je da je bilo riječ o skupini kipova Tezej pobjeđuje Minotaura, što bi odgovaralo trgovištu stokom.
U kasnome dobu Zapadnoga Rimskog Carstva područje je bilo napunjeno trgovinama, a oba su hrama oskrnavljena i pretvorena u kršćanske crkve. Preko puta se nalazi Santa Maria u Kozmedinu s Ustima istine.

## Restauracija
Počevši od kasnih 1990-ih, partnerstvo između Soprintendenza speciale per i beni archeologici di Roma i World Monuments Fund rezultiralo je konzervacijom obaju hramova na Forumu Boariumu. Projekt je uključivao i ponovno uređenje terena. Ipak, Janov luk ostao je neobnovljen.

## Vanjske poveznice
- Lacus Curtius: Forum Boarium
- Virtualna tura i slike trga
- Lucentini, M. 31. prosinca 2012. The Rome Guide: Step by Step through History's Greatest City. Interlink. ISBN 9781623710088